# Hypena microfuliginea
Hypena microfuliginea är en fjärilsart som beskrevs av Hayes 1975. Hypena microfuliginea ingår i släktet Hypena och familjen nattflyn. Inga underarter finns listade i Catalogue of Life.